# Martin Aagaard
Zacharias Martini Aagaard (født 13. oktober 1863 i Levanger, død 1913) var en norsk maler som specialiserede sig i marinemaleri.
Aagaard var uddannet ved Trondheim Tekniske Skole og Den kongelige Tegne- og Kunstskole i Oslo. Han var elev af Harriet Backer og Knud Bergslien og opholdt sig en tid hos Christian Krohg. 
I en periode var han også i København og foretog en flere måneder lang rundrejse i Lofoten og Finnmarken.
| - Værker af Martin Aagaard - Sejlskib i solnedgangen, 1880 - For fulde sejl - Sølandskab med fjeldformationer - Sejlskude og dampskib, 1886 - Tyskerbryggen i Bergen, 1886 - Sømand med kikkert - Borøya, 1900 |